# لطفي أقلعي
لطفي أقلعي (7 نوفمبر 1943 - 14 ديسمبر 2019)، أديب وكاتب وناقد وصحفي مغربي. وتميز أقلعي بإبداعاته الأدبية وكتاباته في مجموعة من المنابر الإعلامية الوطنية والدولية، ومن ضمنها يومية «البيان»، إذ كان ينشر بها مقالات ساخرة بين سنتي 1990 و1994، فضلا عن «لافي إيكو» و«جون أفريك»، كما قدم برنامجا إذاعيا على إذاعة البحر الأبيض المتوسط الدولية، حول الجاز والموسيقى الكلاسيكية. وفي سنة 1996، صدرت لأقلعي باكورة أعماله الأدبية عن دار النشر «لوسوي» تحت عنوان «لي نوي دازيد» ( ليالي آزد). وهي الرواية التي حققت نجاحا كبيرا وترجمت إلى ثمان لغات من ضمنها اليونانية والصينية والاسبانية والتركية والبرتغالية والإيطالية والهولندية والكورية. صدرت للراحل مؤلفات أخرى من ضمنها «ابن بطوطة.. أمير الرحالة» (سنة 2008 عن دار النشر الفنك).
ولد يوم 7 نوفمبر 1943 بمدينة طنجة، ودرس بثانوية رينيو التابعة للبعثة الفرنسية بطنجة، وتابع دراساته العليا في تخصص العلوم السياسية بباريس. وعمل قيد حياته مع شركة الخطوط الملكية المغربية وأنشأ وكالة أسفار في مدينته طنجة.

## وفاته
توفي في الساعات الأولى من صباح يوم الأربعاء 14 ديسمبر 2019 بمدينة طنجة بسبب مرض السرطان، عن سن يناهز 76 سنة. ووارى الثرى، بعد عصر يوم الأربعاء، بمقبرة المجاهدين بطنجة،

## من مؤلفاته
له إصدارات عديدة في مجالات أدبية وسياسية منها:
- 1996، «لي نوي دازيد» ( ليالي آزد) (رواية 1996).
- «ابن بطوطة.. أمير الرحالة» (سنة 2008).
- «محادثات مع ابن بطوطة»، (سنة 2014)، (وهو عبارة عن حوارات طافحة بالحس الفكاهي بين الكاتب وهذا الرحالة الكبير من القرن ال14).